# Glomus australe
Glomus australe är en svampart som först beskrevs av Miles Joseph Berkeley, och fick sitt nu gällande namn av S.M. Berch 1983. Glomus australe ingår i släktet Glomus och familjen Glomeraceae.   Inga underarter finns listade i Catalogue of Life.